# Francine Costa Assis
Francine Costa Assis (1983) es una bióloga, pteridóloga, botánica, taxónoma, curadora, anatomista vegetal, y profesora brasileña.

## Biografía
En 2005, obtuvo una licenciatura en ciencias biológicas por la Pontifícia Universidade Católica de Minas Gerais; la maestría en biología vegetal (área de concentración taxonomía vegetal) supervisada por el Dr. Alexandre Salino (1965), y defendiendo la tesis: A Família Dennstaedtiaceae em Minas Gerais por la Universidad Federal de Minas Gerais, en 2008. Y el doctorado en el Programa de Posgrado en Biología Vegetal de la Universidad Federal de Minas Gerais, y trabajando en el proyecto de revisión taxonómica del genus Pecluma M.G. Price (Polypodiaceae - Polypodiopsida) para el Estado de Minas Gerais, Brasil) en un enfoque filogenético; también participó en el inventario de helechos y licófitas en el área entendida como Centro de endemismo Belém en el Proyecto de Pérdida de biodiversidad en los centros de endemismo del Arco de Deforestación. En 2013, realizó una pasantía de doctorando sándwich en el Museo de Historia Natural de Londres.
Tanto la maestría, como el doctorado, fueron financiados con una beca del Consejo Nacional de Desarrollo Científico y Tecnológico.
Desde 2006, desarrolla actividades científicas y académicas en la Universidad Federal de Minas Gerais.
Ha realizado Visitas a instituciones extranjeras para las actualizaciones de especímenes de los géneros Pecluma y Polypodium: - Jardín Botánico y Museo Botánico de Berlín-Dahlem, Herbario B (Berlín, Alemania) - Museo de Historia Natural, Herbario BM (Londres, Inglaterra) - Jardín Botánico Nacional de Bélgica, BR Herbario (Meise, Bélgica) - California Academy of Sciences, CAS Herbario (San Francisco, EE. UU.) - Museo Field de Historia Natural, Herbario F (Chicago, EE. UU.) - Conservatoire et Jardin Botaniques de la Ville de Genève, Herbario G (Ginebra, Suiza) - Harvard University Herbario GH (Cambridge, EE. UU.) - Royal Botanic Gardens, K Herbario (Kew, Inglaterra) - Instituto Botánico V.L. Komarov Herbario LE (San Petersburgo, Rusia) - Colección Botánica de la ciudad de Múnich, Herbario M (Múnich, Alemania) - Jardín botánico de Misuri Herbario MO (St. Louis, EE. UU.) - Herbario del Jardín Botánico NY (Nueva York, EE. UU.) - Museo Nacional de Historia Natural de París, Herbario P (París, Francia) - Museo Sueco de Historia Natural, Herbario S (Estocolmo, Suecia) - Universidad de California, Herbario UC (Berkeley, EE. UU.) - Institución Smithsoniano, Herbario de Estados Unidos (Washington D. C., EE. UU.)

## Algunas publicaciones
- ASSIS, FRANCINE C.; ZIMMER, BRIGITTE. 2014. Notes concerning the nomenclature of Polypodium ptiloton and its correct spelling in Pecluma. Taxon 63: 641-642

- ASSIS, FRANCINE C.; SALINO, A. 2011. Dennstaedtiaceae lato sensu Pic.Serm. (Polypodiopsida) no Estado de Minas Gerais, Brasil. Rodriguésia (impreso) 62: 11-33

- SOTA, E.R. de la ; SALINO, A. ; ASSIS, FRANCINE C. 2007. Nueva combinación en Polypodiaceae. in: F.O. Zuloaga, O. Morrone & M.J. Belgrano. Novidades taxonómicas y nomenclaturais para la flora vascular del cono sur de Sudamérica. Darwiniana 45: 237-241

### Capítulos de libros publicados
- ASSIS, FRANCINE C.; SALINO, A. 2007. Dennstaedtiaceae. In: Taciana B. Cavalcanti; Alba Evangelista Ramos (orgs.) Flora do Distrito Federal. 1ª ed. Brasília: Embrapa Recursos Genéticos e Biotecnologia, v. 6, p. 109-122

### En Congresos
- ASSIS, FRANCINE. C.; ALMEIDA T.E.; RUSSEL, S. J.; SCHNEIDER, H.; SALINO, A. 2014. Estudos filogenéticos em Pecluma M.G.Price (Polypodiaceae-Polypodiopsida). In: Anais XI Congreso Latinoamericano de Botánica / LXVº Congresso Nacional de Botânica / XXXIVº Encontro Regional de Botânica MG, BA, ES, Salvador

- ASSIS, FRANCINE C.; SALINO, A. 2012. Estudos taxonômicos em Pecluma M.G.Price (Polypodiaceae - Polypodiopsida). In: Resumos 63.º Congresso Nacional de Botânica - Botânica frente às mudanças globais, Joinville
- ASSIS, FRANCINE C.; SALINO, A. 2007. Dennstaedtiaceae (Polypodiopsida) do Distrito Federal, Brasil. In: Resumos 58.º Congresso Nacional de Botânica, São Paulo.
- ASSIS, FRANCINE C.; SALINO, A. 2005. O Gênero Pecluma M.G.Price (Polypodiaceae) em Minas Gerais. In: Resumos 56.º Congresso Nacional de Botânica, Curitiba

## Honores[6]

### Membresías
- de la Sociedad Botánica del Brasil.[8]

### Premios
- 2003: destaque académico del turno por dos semestres seguidos, Pontifícia Universidade Católica de Minas Gerais

- Portal:Biografías. Contenido relacionado con Botánica.
- Portal:Biología. Contenido relacionado con Taxonomía.

- La abreviatura «Costa Assis» se emplea para indicar a Francine Costa Assis como autoridad en la descripción y clasificación científica de los vegetales.[9]